# وولورتس

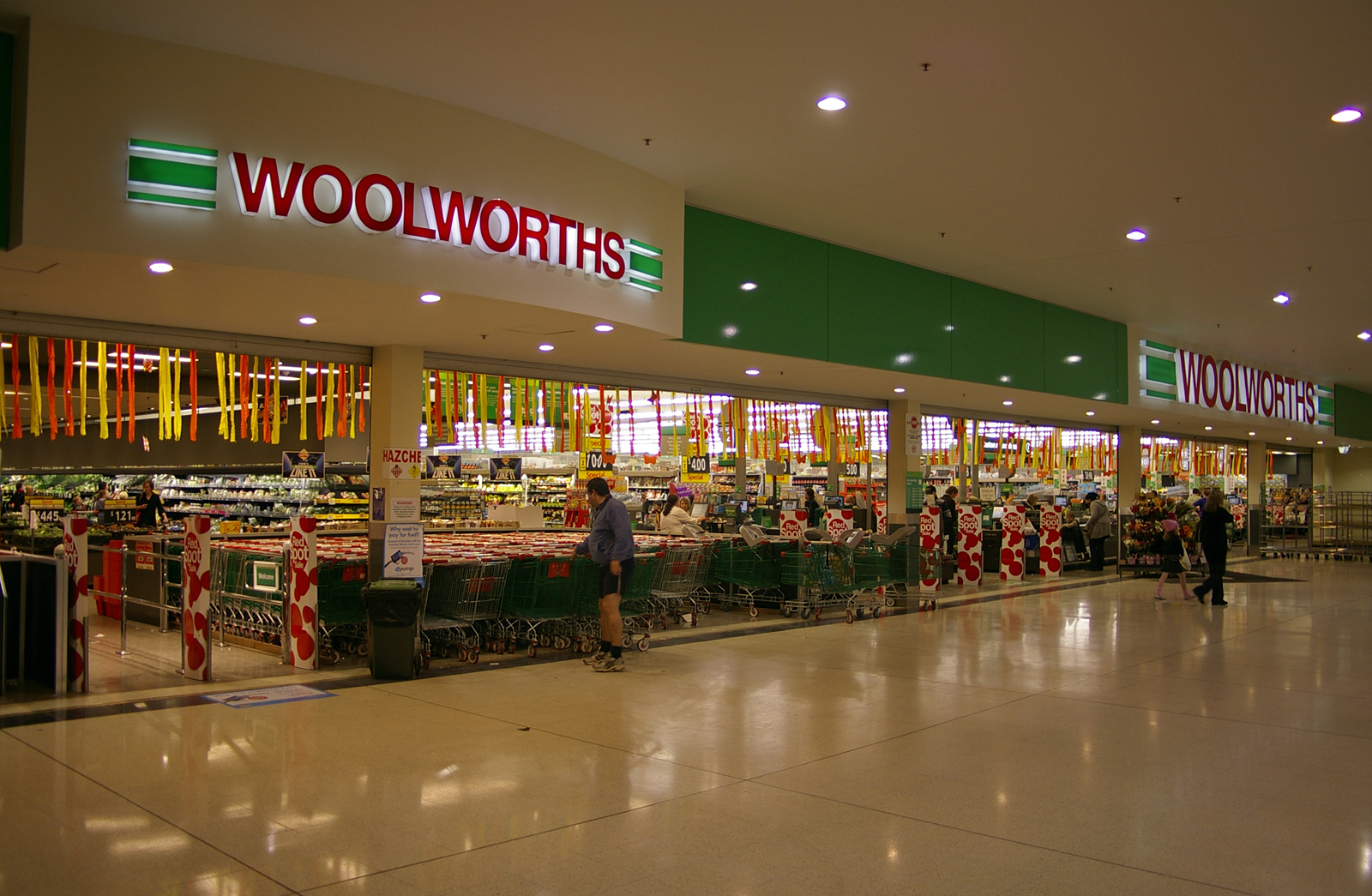
شعبه‌ای از سوپرمارکت‌های وولورتس، در واگا واگا، نیو ساوت ولز، استرالیا

وولورتس (به انگلیسی: Woolworths) شرکت خرده‌فروشی استرالیایی است، که دارای شبکه گسترده‌ای از فروشگاه‌ها و مراکز خرید در سراسر استرالیا، نیوزیلند و هند می‌باشد.
شرکت وولورتس از نظر میزان ارزش بازار سرمایه و میزان فروش، بزرگترین شرکت خرده‌فروشی در استرالیا و نیوزیلند به‌شمار می‌آید. این شرکت همچنین در فهرست بزرگترین فروشندگان مواد غذایی در استرالیا، رتبه اول و در نیوزیلند رتبه دوم را به خود اختصاص داده است.
علاوه بر این وولورتس مالک بزرگترین شبکه هتل‌داری در این کشور نیز می‌باشد، همچنین به عنوان بزرگترین توزیع‌کننده مشروبات الکلی و غذاهای آماده (فست فود) در استرالیا، شناخته می‌شود.
در سال ۲۰۰۸ شرکت استرالیایی وولورتس، در رتبه ۱۹ از بزرگترین شرکت‌های خرده‌فروشی جهان جای گرفت. بخشی از سهام این شرکت در بازار بورس اوراق بهادار استرالیا دادوستد می‌شود.